# Aspidophiura forbesi
Aspidophiura forbesi är en ormstjärneart som beskrevs av Matsumoto 1917. Aspidophiura forbesi ingår i släktet Aspidophiura och familjen Ophiolepididae. Inga underarter finns listade i Catalogue of Life.